# Khama III
Khama III, född omkring 1837, död 21 februari 1923, också känd som Khama den gode, var kgosi, vilket betyder kung, över Bamangwatofolket i Bechuanaland, nuvarande Botswana, han var farfar till Botswanas förste president Seretse Khama.
Asteroiden 1357 Khama är uppkallad efter honom.